# Tolérance (film)
Pour plus de détails, voir Fiche technique et Distribution.
Tolérance est le premier long métrage de Pierre-Henry Salfati, sorti le 20 septembre 1989 en France et en octobre 1990 au Japon. Ce film est une tragi-comédie qui se déroule à la fin du XVIIIe siècle.

## Synopsis
En plein Directoire, Tolérance (Anne Brochet) est une jeune femme mariée à un  hédoniste gastronome, Marmant (Ugo Tognazzi) résidant dans le château familial  et qui se morfond entre le cynisme de son époux et les rancœurs de sa mère, marquée par cette "gueuse de révolution" qui ne lui a laissé que si peu. Un matin, Tolérance reçoit l'héritage d'un lointain parent d'Angleterre et découvre une caisse d'où s'échappe un ermite nommé Assuérus, qui fuit  immédiatement  dans les bois et trouve refuge dans un arbre. Tolérance voit en cet être farouche un sujet de dépaysement et une révélation mystique et tente de l'apprivoiser au grand dam de son époux.
Marmant persécute l'ermite qui occupe tout le temps de son épouse au détriment de son devoir conjugal puis parvient à le convertir en secret aux joies de l'hédonisme le plus décadent...Assuérus devient Horace Walop et divertit la petite société de courtisans par son excentricité et son immense savoir encyclopédique.Tolérance se désole de voir son ermite disparu et se méfie de cet étrange invité. La nouvelle vie passée dans l'opulence et les plaisirs changent l'ermite jusqu'aux tréfonds de son âme et le pousse à commettre l'inéluctable. mais n'était-il pas perverti dès l'origine avant d'avoir choisi une voie mystique ostentatoire ?

## Le Directoire excentrique
Le film se démarque par une ambiance décalée qui plonge le spectateur dans une époque peu traitée au cinéma et qui tente de se remettre des affres de la Terreur en cultivant l'étrangeté et les plaisirs raffinés. Les costumes soignés, déclinent des teintes et des motifs contrastés et les passions des uns et des autres se partagent entre la gastronomie, la bibliophilie, la botanique et la collection de têtes  en cire de victimes guillotinées à la Révolution...On se divertit, on se cultive, on finit par se tuer et par se dévorer...par philosophie et par esthétisme !
Plusieurs scènes mémorables confrontent le spectateur à une bibliothèque dont les tranches des reliures forment un papillon immense, à une asperge géante qui trompe les convives, à des chiens aux races improbables et à une ancienne abbaye reconvertie en temple de la gastronomie...La transformation de l'ermite ascète en dandy anglais incarne le mieux le thème de la métamorphose présent tout au long du film et sans cesse décliné.

## Fiche technique
- Titre : Tolérance
- Réalisation : Pierre-Henry Salfati
- Scénario : Pierre-Henry Salfati
- Distribution : AMLF
- Décors : Bernard Vézat
- Costumes : Dominique Borg
Pierre-Jean Larroque
- Photographie : Michel Abramowicz
- Son : Jean-Paul Mugel
- Montage : Marie-Josèphe Yoyotte
- Musique : Bernard Fabre-Garrus
- Sociétés de production : Top Films Productions - G.P.F.I. - Films A2 - La Sept
- Pays d'origine :  France
- Durée : 108 minutes
- Date de sortie : France, 20 septembre 1989

## Distribution
- Ugo Tognazzi : Marmant
- Rupert Everett : Assuérus (Horace Walop)
- Anne Brochet : Tolérance
- Marc de Jonge : Cabanes
- Catherine Samie : Marie-The
- László Szabó : Bernheim
- Claude Duneton : Jacobi
- Stéphane Boucher : Belloy
- Évelyne Didi : Antoinette
- Olimpia Carlisi : Pauline